# 331P/Gibbs
331P/Gibbs, komet Enckeove vrste. Predotkriven je na snimkama teleskopa na Mount Lemmonu.